# Nuclear Disarmament Party
Il Nuclear Disarmament Party (NDP) era un partito politico australiano formato nel giugno 1984. Fu fondato dal ricercatore medico Michael Denborough come braccio politico del movimento antinucleare australiano, attivo sin dai primi anni '70.
L'NDP ha attirato principalmente elettori del Partito laburista di sinistra che erano delusi dalla posizione filo-nucleare di Bob Hawke . Alle elezioni federali del 1984, l'NDP ottenne il 7,23 percento del voto totale del Senato, eleggendo Jo Vallentine come senatore dell'Australia occidentale . Vallentine si è dimesso dal partito prima di insediarsi, a causa delle accuse di acquisizione da parte di trotskisti affiliati al Partito socialista dei lavoratori . Il voto dell'NDP è crollato all'1,1 per cento alle elezioni del 1987 - una doppia sconfitta. Robert Wood è stato eletto senatore per il Nuovo Galles del Sud, ma dopo meno di un anno in carica è stato squalificato dalla Corte dei Controversi e sostituito da Irina Dunn . Tuttavia, Dunn fu espulso dal partito dopo meno di un mese in carica, e come Vallentine prestò servizio per il resto del suo mandato come indipendente.
Dopo il 1987 l'NDP non ottenne successo elettorale e le elezioni del 1990 furono le ultime in cui il partito condusse una seria campagna. Dopo diversi anni di inattività, il partito si ripresentò per le elezioni del 1998 . Ottenne scarso sostegno nella sua seconda presentazione e alla fine è si sciolse formalmente nel dicembre 2009, quando ha rinunciato volontariamente alla sua registrazione presso la Commissione elettorale australiana (AEC). Nel frattempo, molti dei suoi membri iniziali erano tornati nel Partito Laburista o erano coinvolti con i Verdi Australiani.

## Fondazione, elezioni del 1984,  scissione
L'NDP è stato fondato dal medico e attivista per la pace diCanberra: Michael Denborough, in risposta alla situazione politica mondiale nei primi anni '80, in particolare la corsa agli armamenti tra gli Stati Uniti sotto Ronald Reagan e l'Unione Sovietica. Tali attivisti erano delusi dal fatto che il governo del Partito laburista australiano di Bob Hawke, eletto nel 1983, non avesse preso una posizione più forte contro le politiche degli Stati Uniti, e anche che Hawke avesse annullato una politica ALP di lunga data per non estrarre l'uranio, e ne aveva permesso l'estrazione nell'Australia Meridionale vicino a Roxby Downs, che da allora è diventata una delle più grandi miniere di uranio al mondo.
Alle elezioni federali del dicembre 1984 l'NDP prese 643.061 voti (7,23% del totale) e ha superato il 4% in tutti gli stati tranne la Tasmania, dove ha ricevuto il 3,9%. Tra i candidati NDP c'erano Peter Garrett, un cantante rock, e Jean Melzer, un ex senatore vittoriano ALP. Garrett ha ottenuto il 9,6% dei voti nel Nuovo Galles del Sud e Melzer ha ottenuto il 7,3% nel Victoria. A causa di una distribuzione avversa delle preferenze (vedi sistema elettorale australiano), né Garrett né Melzer furono eletti. Tuttavia, l'attivista di pace dell'Australia occidentale Jo Vallentine è stato eletto al Senato.
Nell'aprile 1985, Vallentine, Garrett e Melzer, insieme ad altri 30 membri, abbandonarono la sede dalla conferenza nazionale a Melbourne e si dimisero dall'NDP, sostenendo che il partito era stato rilevato dal Socialist Workers Party (SWP), un gruppo trotskista . Seguendo la scissione, Vallentine divenne un "senatore indipendente per il disarmo nucleare" e fu rieletto come candidato del "Gruppo di pace della Vallentine" nelle elezioni per la doppia dissoluzione del 1987 .

## 1985 Nunawading per elezione
A causa di un voto legato nella provincia alta vittoriana di Nunawading, e con il voto vincente tratto da un cappello, un governo laburista per la prima volta nella sua storia ebbe il controllo del Consiglio legislativo vittoriano . Una nuova elezione fu ordinata dalla Corte dei Controversi. I liberali vinsero la rielezione e il laburista perse la sua scarsa maggioranza. Nel giro di una settimana dal giorno delle elezioni, Martin Peake, presidente del Partito vittoriano per il disarmo nucleare, ha presentato una denuncia ufficiale al Chief Electoral Officer di Victoria, a proposito di un ingannevole NDP su come votare la carta consegnata agli stand. In sostanza, il segretario di stato vittoriano dell'ALP ha organizzato le carte per il voto NDP forgiate e i membri del Partito Laburista sono stati riconosciuti distribuendo questa carta e che l'attribuzione delle preferenze all'ALP sulla carta ha danneggiato l'NDP. Il governo è entrato in una copertura per proteggere il suo segretario di stato Peter Batchelor e il partito laburista.

## 1987 elezioni federali e conseguenze
Successivamente, l'NDP consisteva in un gruppo di attivisti guidati da Denborough. Alle elezioni federali del luglio 1987, il voto del Senato del partito nel Nuovo Galles del Sud è sceso dal 9,6% all'1,5%. In ogni caso, dopo la distribuzione delle preferenze dai partiti minoritari, il rappresentante NPD Robert Wood ottenne più del 7,7 % della quota e, di conseguenza, venne eletto. Nel maggio 1988, tuttavia, Wood, che era nato nel Regno Unito, fu squalificato dall'adesione al Senato per il fatto che non era stato un cittadino australiano al momento della nomina. Il seggio di Wood è stato vinto in occasione di un nuovo conteggio al ballottaggio da parte della seconda candidata sul biglietto NDP nel Nuovo Galles del Sud, Irina Dunn .
Quando Wood ottenne la cittadinanza australiana,  poté eser eletto come membro del parlamento. La filiale del Nuovo Galles del Sud dell'NDP ha chiesto a Dunn di dimettersi per cercare di far nominare Wood e coprire il posto vacante. Ciò avrebbe potuto consentire a Wood di rientrare al Senato, tuttavia Dunn ha rifiutato, citando varie difficoltà e rischi in questo scenario. La corrente statale dell'NDP approvò un voto di sfiducia nei suoi confronti e si dimise dal partito il 22 agosto 1988, il giorno in cui aveva giurato al Senato. Come Wood e Vallentine, Dunn si è descritta come una senatrice per il disarmo nucleare, avendo già preso le distanze dall'NDP. Perse il posto al Senato alle elezioni del 1990.

## Anni successivi e chiusura
Alle elezioni del 1990,l'NDP gestiva candidati solo nel Nuovo Galles del Sud, nel Territorio della Capitale Australiana e nel Territorio del Nord . Robert Wood era il candidato principale nel Nuovo Galles del Sud e scrutava l'1,04% dei voti del senato in tutto lo stato - più del biglietto indipendente di Irina Dunn, ma non abbastanza per essere eletto. L'NDP è stato volontariamente cancellato dalla Commissione elettorale australiana (AEC) il 23 aprile 1992. È stato nuovamente registrato il 7 maggio 1998 e si è candidato alle altre quattro elezioni federali ( 1998, 2001, 2004 e 2007 ) prima di essere nuovamente cancellato volontariamente nel dicembre 2009.